# WRC FIA World Rally Championship: The Official Game
WRC FIA World Rally Championship: The Official Game es un videojuego de carreras desarrollado por Firebrand Games y publicado por Bigben Interactive para Android, iOS y Nintendo 3DS.

## Jugabilidad
En WRC The Official Game se puede participar en todo el Campeonato Mundial de Rally de 2014, compuesto por un total de 60 episodios especiales, disputados en 13 localizaciones diferentes del mundo. Aparte de eventos de culto como los rallies celebrados en Montecarlo, Suecia, Finlandia, Portugal, Cerdeña, Alemania o Gran Bretaña, el juego también incluye el 71.er Rally de Polonia patrocinado por Lotus. El juego ofrece un total de 18 modelos de coches con licencia y pilotos de rally reales, incluidas figuras destacadas como Sébastien Ogier.
En WRC The Official Game, se corre en diferentes tipos de superficies y en condiciones climáticas cambiantes, y la influencia de estos factores se nota durante el juego. Cuenta con un modelo realista de daños y la necesidad de reparar autos entre carreras, para lo cual tenemos una cantidad de tiempo muy limitada. Los conductores tienen la opción de retroceder unos segundos, lo que le permite repetir maniobras fallidas o accidentes graves.
WRC The Official Game presenta gráficos de alta calidad y controles que usan una pantalla táctil o giroscopios incorporados. También admitir controladores de juegos móviles y la capacidad de personalizar la interfaz según las preferencias del usario. Además implementa clasificaciones en línea de jugadores, lo que permite comparar los logros con los resultados de otros conductores virtuales de todo el mundo.